# 山田かな
山田 かな（やまだ かな、1995年9月27日 - ）は、日本のグラビアアイドル、タレント。千葉県出身。プラチナムプロダクション所属。

## 略歴
高校卒業後に勤めていた会社を辞めるか迷っていた時に、撮影会のモデルとしてスカウトされ、仕事を辞めて大学へ行く準備のために撮影会を定期的に開催していたが、参加者が数名しかいない日がほとんどだった。その中で、「もっとお客さんを増やしたいな」と悩んでいた時にイメージDVDのオファーがあり、DVD発売以降は撮影会の参加者が一気に増えた。
2021年9月20日、1stDVD『どうかな?』（ラインコミュニケーションズ）を発売。
2021年9月27日発売の『週刊プレイボーイ』（集英社）の誌面企画「超次世代グラドルボイン番付 2021年秋場所」にて、「東の関脇」に選出。
2022年2月24日、コプルトに所属することを自身のTwitterで報告した。
2022年7月4日発売の『週刊プレイボーイ』の誌面企画「次世代グラドルクビレ番付 2022年夏場所」にて、「東の張出横綱」に選出。
2022年8月15日、ジャストプロと業務提携したことを自身のTwitterで報告した。
2023年1月5日、グラビアアイドルDVDの発売イベントを取材する記者の立場から、今年最も輝いたグラドルを選ぶ『記者・編集者が選ぶグラドルアワード2022』にて、審査員特別賞を受賞。
2023年3月20日、1st写真集『KY』（ワニブックス）を発売。
2024年7月1日、事務所を退所し一時フリーランスとして活動していたが、同年9月25日に自身のInstagramにてプラチナムプロダクションに所属となったことを報告した。

## 人物
- 趣味は筋トレなど体を動かすこと・犬と遊ぶこと、特技は料理・掃除[18]。
- 憧れているのは、くりえみ[7]。
- 高校卒業後、2年ほどOLとして営業の仕事をしていた[19]。営業成績1位を取るも達成感からモチベーションが低下し、また意地悪な同僚から「山田さんは、大学行っていないもんね」とたびたび嫌味を言われるのが悔しく、「あの人より良い大学に行ってやる！」と決意を固めて会社を辞め、勉強して理系の大学に入学した[6][19]。
- 高校時代は勉強が苦手で、ほぼ全教科赤点で偏差値28だったが、前述の通り大学入学のために1年半一日10時間猛勉強し、偏差値を64まで上げた[20]。
- 友達は少なく、いまの友達は猫と観葉植物[19]。
- 2022年の目標として、Twitterのフォロワー数10万人を掲げ、達成しなければ引退を示唆していたが[21]、同年7月16日、自身のブログを更新しTwitterのフォロワー数10万人を超えたことを報告した[22]。
- 2024年11月18日発売の『週刊プレイボーイ49号』（集英社）のインタビュー記事にて、芝居をやっていきたいという理由からグラビアを休止し過去に掲載された雑誌も全部捨てたが、本音では並行して続けたい思いもあり周囲にうまく伝えられずに後悔した旨を語り、グラビア復帰は「不器用なわたしなりに自分の意志だけで決断した。完全に自己責任です。」と述べ、同誌では約2年ぶりのグラビアが袋とじで掲載された[23]。

## 作品

### イメージビデオ
- どうかな?（2021年9月20日、ラインコミュニケーションズ）[24][25]
- Maybe Love 〜恋かな?〜（2021年12月17日、スパイスビジュアル）[26][27]
- 密着恋愛 君と吐息が聞こえる距離で（2022年3月25日、竹書房）[28][29]
- Answer（2022年6月20日、ラインコミュニケーションズ）[30][31]
- 令和浪漫 （2022年12月23日、リバプール）[32]
- 会いたかった（2024年12月18日、スパイスビジュアル）[33][34]

## 出版

### 写真集
- KY（2023年3月20日、ワニブックス、撮影：西田幸樹）ISBN 978-4847084621[14][35]

### デジタル写真集
- もしも願いがかなうなら（2021年12月7日、ラインコミュニケーションズ［Idol Line］）
- Maybe Love 〜恋かな？〜 Vol.1･2（2022年2月21日、スパイスビジュアル）
- Kiss You（2022年3月1日、スパイスビジュアル）
- はじめましてで我愛你。（2022年3月10日、集英社［YJ PHOTO BOOK］、撮影：Takeo Dec.）[36]
- やみくもシンデレラ（2022年4月4日、集英社［週プレ PHOTO BOOK］、撮影：小塚毅之）[37]
- 山田かなが最高だって叫びたかったんだ（2022年4月18日、小学館［週刊ポストデジタル写真集］、撮影：西條彰仁）[38]
- ALL OR NOTHING（2022年6月27日、少年画報社［YK PHOTO ALBUM］、撮影：立松尚積）[39]
- 私が元気にしてあげます。 in バツハレ（2022年7月21日、集英社［YJ PHOTO BOOK］、撮影：Takeo Dec.）[40]
- ざわつく逸材〜prologue〜（2022年8月22日、集英社［週プレ PHOTO BOOK］、撮影：前康輔）[41]
- KANA 官能WHITE（2022年10月24日、講談社［週刊現代デジタル写真集］、撮影：松田忠雄）[42]
- KANA 官能BLACK（2022年10月24日、講談社［週刊現代デジタル写真集］、撮影：松田忠雄）[43]
- 山田かなが水着で洗車（2023年1月27日、講談社［ヤンマガデジタル写真集］、撮影：大藪達也）[44]
- 山田かなが水着でボディビル（2023年1月27日、講談社［ヤンマガデジタル写真集］、撮影：大藪達也）[45]
- 山田かなが水着で洗車＆ボディビル<70枚完全版>（2023年1月27日、講談社［ヤンマガデジタル写真集］、撮影：大藪達也）[46]
- …まだかな？（2023年2月1日、集英社［GJ PHOTO BOOK］、撮影：坂本陽）[47]
- 解けない、かな方程式 1･2･DX（2023年9月22日、小学館［sabra net e-Book］）[48][49][50]
- リケジョのグラビア方程式 3･4･DX（2024年2月16日、小学館［sabra net e-Book］）[51][52][53]
- ―脱皮。―（2024年11月18日、集英社［週プレ PHOTO BOOK］、撮影：HIROKAZU）[54]

### トレーディングカード
- 山田かな ファースト・トレーディングカード（2022年11月26日、ヒッツ）[55]

## 出演

### テレビ番組
- ヒロミ・指原の“恋のお世話始めました”（2022年2月25日（24日深夜）、テレビ朝日）- ゲスト
- オールナイトe（2022年7月8日、フジテレビONE）
- よゐこ風呂（2022年7月25日、フジテレビONE）
- 麻雀最極決定戦！サバイバルバトル極雀 season34（2022年7月29日、フジテレビONE）- 極雀ガール[56]
- 水曜日のダウンタウン（2025年1月8日、TBS）- 新春クロちゃんリアル人生すごろく[57]

### テレビドラマ
- Re:リベンジ-欲望の果てに- 第3話（2024年4月25日、フジテレビ）- 看護師 役[58]

### 配信ドラマ
- 天橋立のあるまち 〜吉津でおくる丁寧な暮らし〜（2023年11月13日、宮津市公式チャンネル、YouTube）- 新田文音 役[59]

### 映画
- 傀儡の家（2023年3月3日、十影堂エンターテイメント）- 宮藤彩子 役[60]
- 結婚の報告（2025年5月31日、Team結婚の報告）- バーの店員・陽菜 役[61][62]

### ラジオ番組
- 激刊!ふじ（2022年6月21日、渋谷クロスFM）[63][64]
- よゐこ有野のノーギャラジオ（2023年1月15日、MBSラジオ）※後述のRadiotalkでの収録回[65]

### 音声配信
- よゐこ有野のノーギャラジオ（2023年1月9日、Radiotalk）[66]
- 風吹ケイのKラジオ（2023年5月10日[67]、5月17日[68]、AuDee）

### ミュージックビデオ
- NOBU 「会いたくて」（2024年10月16日）[69][70]